# 360 km Jarame 1988
360 km Jarame 1988 je bila druga dirka Svetovnega prvenstva športnih dirkalnikov v sezoni 1988. Odvijala se je 13. marca 1988 na dirkališču Circuito Permanente Del Jarama.

## Rezultati
| Poz    | Razred | Št  | Moštvo                      | Dirkači                             | Šasija                             | Gume | Krogi |
| Poz    | Razred | Št  | Moštvo                      | Dirkači                             | Motor                              | Gume | Krogi |
| ------ | ------ | --- | --------------------------- | ----------------------------------- | ---------------------------------- | ---- | ----- |
| 1      | C1     | 1   | Silk Cut Jaguar             | Martin Brundle Eddie Cheever        | Jaguar XJR-9                       | D    | 109   |
| 1      | C1     | 1   | Silk Cut Jaguar             | Martin Brundle Eddie Cheever        | Jaguar 7.0L V12                    | D    | 109   |
| 2      | C1     | 61  | Team Sauber Mercedes        | Jean-Louis Schlesser Mauro Baldi    | Sauber C9                          | M    | 109   |
| 2      | C1     | 61  | Team Sauber Mercedes        | Jean-Louis Schlesser Mauro Baldi    | Mercedes-Benz M117 5.0L Turbo V8   | M    | 109   |
| 3      | C1     | 3   | Silk Cut Jaguar             | John Watson John Nielsen            | Jaguar XJR-9                       | D    | 107   |
| 3      | C1     | 3   | Silk Cut Jaguar             | John Watson John Nielsen            | Jaguar 7.0L V12                    | D    | 107   |
| 4      | C1     | 5   | Brun Motorsport             | Manuel Reuter Uwe Schäfer           | Porsche 962C                       | M    | 107   |
| 4      | C1     | 5   | Brun Motorsport             | Manuel Reuter Uwe Schäfer           | Porsche Type-935 3.0L Turbo Flat-6 | M    | 107   |
| 5      | C1     | 10  | Porsche Kremer Racing       | Volker Weidler Kris Nissen          | Porsche 962C                       | Y    | 106   |
| 5      | C1     | 10  | Porsche Kremer Racing       | Volker Weidler Kris Nissen          | Porsche Type-935 3.0L Turbo Flat-6 | Y    | 106   |
| 6      | C1     | 6   | Brun Motorsport             | Oscar Larrauri Jésus Pareja         | Porsche 962C                       | M    | 106   |
| 6      | C1     | 6   | Brun Motorsport             | Oscar Larrauri Jésus Pareja         | Porsche Type-935 3.0L Turbo Flat-6 | M    | 106   |
| 7      | C2     | 111 | Spice Engineering           | Ray Bellm Gordon Spice              | Spice SE88C                        | G    | 104   |
| 7      | C2     | 111 | Spice Engineering           | Ray Bellm Gordon Spice              | Ford Cosworth DFL 3.3L V8          | G    | 104   |
| 8      | C1     | 8   | Joest Racing                | Frank Jelinski »John Winter«        | Porsche 962C                       | G    | 103   |
| 8      | C1     | 8   | Joest Racing                | Frank Jelinski »John Winter«        | Porsche Type-935 3.0L Turbo Flat-6 | G    | 103   |
| 9      | C1     | 4   | Brun Motorsport             | Walter Brun Massimo Sigala          | Porsche 962C                       | M    | 103   |
| 9      | C1     | 4   | Brun Motorsport             | Walter Brun Massimo Sigala          | Porsche Type-935 3.0L Turbo Flat-6 | M    | 103   |
| 10     | C2     | 107 | Chamberlain Engineering     | Claude Ballot-Léna Jean-Louis Ricci | Spice SE88C                        | A    | 103   |
| 10     | C2     | 107 | Chamberlain Engineering     | Claude Ballot-Léna Jean-Louis Ricci | Ford Cosworth DFL 3.3L V8          | A    | 103   |
| 11     | C2     | 103 | Spice Engineering           | Almo Coppelli Thorkild Thyrring     | Spice SE88C                        | G    | 101   |
| 11     | C2     | 103 | Spice Engineering           | Almo Coppelli Thorkild Thyrring     | Ford Cosworth DFL 3.3L V8          | G    | 101   |
| 12     | C2     | 127 | Chamberlain Engineering     | Graham Duxbury Nick Adams           | Spice SE86C                        | A    | 100   |
| 12     | C2     | 127 | Chamberlain Engineering     | Graham Duxbury Nick Adams           | Hart 418T 1.8L Turbo I4            | A    | 100   |
| 13     | C2     | 106 | Kelmar Racing               | Pasquale Barberio Vito Veninata     | Tiga GC288                         | A    | 98    |
| 13     | C2     | 106 | Kelmar Racing               | Pasquale Barberio Vito Veninata     | Ford Cosworth DFL 3.3L V8          | A    | 98    |
| 14     | C2     | 115 | ADA Engineering             | John Sheldon Dudley Wood            | ADA 03                             | G    | 131   |
| 14     | C2     | 115 | ADA Engineering             | John Sheldon Dudley Wood            | Ford Cosworth DFL 3.3L V8          | G    | 131   |
| 15     | C1     | 40  | Swiss Team Salamin          | Max Cohen-Olivar Antoine Salamin    | Porsche 962C                       | G    | 95    |
| 15     | C1     | 40  | Swiss Team Salamin          | Max Cohen-Olivar Antoine Salamin    | Porsche Type-935 3.0L Turbo Flat-6 | G    | 95    |
| 16     | C2     | 101 | Dollop Racing               | Nicola Marozzo Jean-Pierre Frey     | Argo JM19B                         | G    | 79    |
| 16     | C2     | 101 | Dollop Racing               | Nicola Marozzo Jean-Pierre Frey     | Motori Moderni 2.0L Turbo V6       | G    | 79    |
| 17     | C2     | 117 | Team Lucky Strike Schanche  | Martin Schanche Will Hoy            | Argo JM19C                         | G    | 78    |
| 17     | C2     | 117 | Team Lucky Strike Schanche  | Martin Schanche Will Hoy            | Ford Cosworth DFL 3.3L V8          | G    | 78    |
| 18 DNF | C1     | 2   | Silk Cut Jaguar             | Jan Lammers Johnny Dumfries         | Jaguar XJR-9                       | D    | 96    |
| 18 DNF | C1     | 2   | Silk Cut Jaguar             | Jan Lammers Johnny Dumfries         | Jaguar 7.0L V12                    | D    | 96    |
| 19 DNF | C2     | 121 | Cosmik GP Motorsport        | Philippe de Henning Costas Los      | Spice SE87C                        | G    | 89    |
| 19 DNF | C2     | 121 | Cosmik GP Motorsport        | Philippe de Henning Costas Los      | Ford Cosworth DFL 3.3L V8          | G    | 89    |
| 20 DNF | C1     | 7   | Joest Racing                | Klaus Ludwig Bob Wollek             | Porsche 962C                       | G    | 62    |
| 20 DNF | C1     | 7   | Joest Racing                | Klaus Ludwig Bob Wollek             | Porsche Type-935 3.0L Turbo Flat-6 | G    | 62    |
| 21 DNF | C2     | 123 | Charles Ivey Racing         | Wayne Taylor Tim Harvey             | Tiga GC287                         | D    | 45    |
| 21 DNF | C2     | 123 | Charles Ivey Racing         | Wayne Taylor Tim Harvey             | Porsche Type-935 2.8L Turbo Flat-6 | D    | 45    |
| 22 DNF | C2     | 109 | Kelmar Racing               | Ranieri Randaccio Maurizio Gellini  | Tiga GC85                          | A    | 32    |
| 22 DNF | C2     | 109 | Kelmar Racing               | Ranieri Randaccio Maurizio Gellini  | Ford Cosworth DFL 3.3L V8          | A    | 32    |
| 23 DNF | C2     | 177 | Automobiles Louis Descartes | Louis Descartes Jacques Heuclin     | ALD C2                             | A    | 30    |
| 23 DNF | C2     | 177 | Automobiles Louis Descartes | Louis Descartes Jacques Heuclin     | BMW M80 3.5L I6                    | A    | 30    |
| DNS    | C1     | 14  | Richard Lloyd Racing        | James Weaver Derek Bell             | Porsche 962C GTi                   | G    | -     |
| DNS    | C1     | 14  | Richard Lloyd Racing        | James Weaver Derek Bell             | Porsche Type-935 3.0L Turbo Flat-6 | G    | -     |

## Statistika
- Najboljši štartni položaj - #61 Team Sauber Mercedes - 1:14.350
- Najhitrejši krog - #61 Team Sauber Mercedes - 1:18.464
- Povprečna hitrost - 144.325 km/h